# Letharchus aliculatus
Letharchus aliculatus är en fiskart som beskrevs av Mccosker, 1974. Letharchus aliculatus ingår i släktet Letharchus och familjen Ophichthidae. Inga underarter finns listade i Catalogue of Life.